# Universidade Atılım
Universidade Atılım  (em turco: Atılım Üniversitesi) é uma universidade privada, fundada em 1996. Está localizada em Ancara, a capital da Turquia. A maioria dos cursos são ministrados em língua inglesa. Seus programas educacionais possuem níveis de qualidade internacionais (exemplo ABET 2000).
A "University of the Incarnate Word" em San Antonio, Texas é considerada uma universidade "irmã" da Atılım, assim como  6 outras universidades européias na França, Holanda, Polônia e Espanha que mantêm um acordo para intercâmbio estudantil.

## Unidades acadêmicas
Faculdades
- Faculdade de Engenharia
  - Departamento de Engenharia Civil
  - Departamento de Engenharia de Computação
  - Departamento de Engenharia Elétrica
  - Departamento de Engenharia Industrial
  - Departamento de Engenharia Mecatrônica
  - Departamento de Engenharia Manufatureira
  - Departamento de Engenharia de Materiais
  - Departamento de Engenharia de Software
  - Departamento de Engenharia de Sistemas de Informação

- Faculdade de Administração
  - Departamento de Administração
  - Departamento de Economia
  - Departamento de Relações Públicas
  - Departamento de Relações Internacionais
  - Departamento de Turismo
  - Departamento de Administração no meio turco

- Faculdade de Artes e Ciências
  - Departamento de Matemática
  - Departamento de Lingua Inglesa e Literatura
  - Departamento de Tradução e Interpretação
  - Departamento de Psicologia

- Faculdade de Direito

Institutos
- Escola de Ciências Naturais e Aplicadas
- Escola de Ciências Sociais

Serviço das unidades dos cursos
- Departmental English Language Studies Unit (DELSU)
- Physics Group
- Chemistry Group

Escola Preparatória de Inglês
- Escola Preparatória de Inglês (curso)

Centros de Pesquisa
- Centro de estudos da mulher
- Centro de pesquisas em direção administrativa e empreendimentos
- Centro de ensino de línguas